# Olympiakos Syndesmos Filathlōn Peiraiōs 2019-2020 (pallavolo femminile)
Questa voce raccoglie le informazioni riguardanti l'Olympiakos Syndesmos Filathlōn Peiraiōs nelle competizioni ufficiali della stagione 2019-2020.

## Organigramma societario
Area direttiva
- Presidente: Michalīs Kountourīs
- Team manager: Nicos Katsiouras

Area tecnica
- Allenatore: Branko Kovačević
- Allenatore in seconda: Spyridon Sarantitīs

Area sanitaria
- Medico: Giōrgos Tsikourīs
- Fisioterapista: Alexandros Nakastsīs

## Rosa
| N° | Nome                   | Ruolo | Data di nascita | Nazionalità sportiva |
| -- | ---------------------- | ----- | --------------- | -------------------- |
| 1  | Katerina Giōta         | C     | 7 giugno 1990   | Grecia               |
| 2  | Alikī Kōnstantinidou   | C     | 26 giugno 1989  | Grecia               |
| 4  | Ana Lazarević          | S     | 4 luglio 1991   | Serbia               |
| 6  | Regan Hood             | S     | 10 agosto 1983  | Stati Uniti          |
| 7  | Geōrgia Lamprousī      | C     | 27 gennaio 1993 | Grecia               |
| 8  | Elena Milintigievits   | S     | 15 giugno 1999  | Grecia               |
| 9  | Alexia Kalantaridou    | S     | 19 gennaio 1995 | Grecia               |
| 10 | Areta Konomī           | L     | 31 gennaio 1989 | Grecia               |
| 11 | Xenia Kakouratou       | L     | 16 giugno 1993  | Grecia               |
| 14 | Stylianī Christodoulou | P     | 19 luglio 1991  | Grecia               |
| 15 | Saskia Hippe           | O     | 16 gennaio 1991 | Germania             |
| 16 | Katerina Zakchaiou     | C     | 26 luglio 1998  | Cipro                |
| 18 | Panagiōta Xanthopoulou | P     | 11 ottobre 1999 | Grecia               |
| 19 | Theodora Foumakī       | P     | 5 agosto 2005   | Grecia               |
| 20 | Athanasia Totsidou     | S/O   | 18 giugno 1989  | Grecia               |